# Polyphida lumawigi
Polyphida lumawigi là một loài bọ cánh cứng trong họ Cerambycidae.